# Marthe Oulié
Pour les articles homonymes, voir Oulié.
Marthe Germaine Oulié, née le 24 décembre 1901 à Paris et morte le 14 juillet 1941 au sanatorium de Vence (Alpes-Maritimes), est une archéologue et femme de lettres française.

## Biographie

### Jeunesse et études
Fille d'un Aveyronnais de la capitale, Marthe Oulié étudie au lycée Molière (Paris) entre 1912 et 1915 et obtient son baccalauréat à l'âge de seize ans. Elle est docteur en lettres à la Sorbonne et diplômée de l'École du Louvre. Elle est alors surnommée « la plus jeune archéologue de France ». Elle publie en 1926 une thèse sur Le Cosmopolitisme du prince de Ligne, 1735-1814.

### Carrière
En 1925, elle participe à une croisière sur la Méditerranée (entre Marseille et Athènes), à bord d'un bateau  à voiles à l'équipage exclusivement féminin. Leur voilier, "Bonita", un yawl sans moteur, réunit cinq jeunes filles, dont Hermine de Saussure (capitaine), sa sœur aînée Yvonne et son jeune frère Henri-Benedict, Ella Maillart (seconde) et Mariel Jean-Brunhes.
Elle mène ensuite des fouilles archéologiques en Crète. Elle a aussi une activité de conférencière. 
Passionnée par la Finlande, où elle séjourne à plusieurs reprises, Marthe Oulié lui consacre des articles et des conférences. Amie personnelle de l'ambassadeur finlandais Harri Holma (en), elle est une des chevilles ouvrières du réseau d'intellectuels anticommunistes qui s'engagent au sein du Comité français d'aide à la Finlande, lorsque ce pays est agressé par l'URSS lors de la Guerre d'Hiver. Son dernier livre Finlande, terre du courage est d'ailleurs consacré à ce combat.

## Publications
- 1926 : Le prince de Ligne,  un grand seigneur cosmopolite au XVIIIe siècle, Hachette
- 1926 : La croisière de Perlette, 1700 milles dans la mer Égée (avec Hermine de Saussure) , Hachette, couronné du Prix Sobrier-Arnould par l'Académie française en 1927
- 1930 : Quand j'étais matelot, Rédier
- 1931 : Bidon 5, En rallye à travers le Sahara, Flammarion
- 1935 : Les Antilles, filles de France, couronné du Prix d'Académie par l'Académie française en 1936
- 1937 : Jean Charcot, Gallimard, couronné du Prix Kastner-Boursault par l'Académie française en 1938
- 1940 : Finlande, terre du courage, Flammarion
- 2004 : Cinq filles en Méditerranée, 1925 : quand j'étais matelot, CLAAE